# Hořinka východní
Hořinka východní (Conringia orientalis) je polní plevelná rostlina taxonomicky zařazena do čeledě brukvovitých.

## Rozšíření
Původem je tato rostlina z Eurasie a východního Středomoří. Roste v roztroušených skupinách téměř v celé Evropě, zasahuje na Blízký východ, Kavkaz i do Střední Asie. Vyskytuje se také v oblastech Afriky přiléhajících ke Středozemnímu moři. Byla zavlečena i do Severní Ameriky a Austrálie.
V České republice je považována za "vzácný plevel", roste převážně v termofytiku. Lze ji nalézt především ve středních Čechách, v dolním Poohří a Polabí a na jihu Moravy.

## Popis
Bylina je celá šedomodře ojíněná, na omak voskovitá, vysoká 20 až 70 cm, s lodyhou lysou a nevětvenou, nebo jen slabě v horní části. Je rostlina jednoletá, řidčeji dvouletá, listy má celokrajné, poněkud masité. Listy v přízemní růžici obvejčitého tvaru mají krátký řapík nebo jsou přisedlé, jsou dlouhé 5 až 9 cm. Lodyžní listy vyrůstající střídavě jsou přisedlé, vejčitě podlouhlé až široce oválné, mají širokou srdčitou, lodyhu objímající bázi.
Čtyřčetné oboupohlavné květy na stopkách přibližně 10 mm dlouhých jsou žlutavě nebo zelenavě bílé, vyrůstají v jednoduchých nebo rozvětvených chudých hroznovitých květenstvích skládající se z 10 až 25 květů; v době kvetení jsou hustě nahloučeny a se zráním plodů se květenství prodlužují. Kalich je uzavřený, kališní lístky jsou protáhlé, mají na délku 5 až 7 mm a šířku okolo 1,5 mm. Korunní lístky jsou dlouhé 8 až 12 mm a široké 4 mm, jsou obvejčitého tvaru se špičkou. Šest čtyřmocných tyčinek má nitky dlouhé 8 mm a drobné prašníky. Bylina kvete hlavně v červnu, mnohdy je kvetení rozloženo i do časného podzimu.
Plody jsou stopkaté, odstáté, čtyřboké šešule, rovné nebo zahnuté, na vrcholu mají zobák 2 mm dlouhý. Jsou 80, výjimečně 120 mm dlouhé, poměrně pozdě se otvírají, obsahují někdy až 40 semen. Nahnědlá vejčitá semena, obsahující hodně oleje, jsou téměř 2,5 mm velká.

## Rozmnožování
Rozšiřuje se výhradně semeny, z nichž většina vyklíčí ještě v roce vysemenění a vytvoří růžice listů vytrvávající do jara příštího roku, menší část klíčí až napřesrok, klíčivost si podržují i několik let. Ozimé exempláře kvetou dříve než jednoleté, které mnohdy vykvétají až na podzim. Pro klíčení vyžadují teplotu 10 až 12 °C, při nižších i vyšších klíčí hůř.
Nejlépe ji vyhovují teplé, vápnité mírně suché půdy, dobře se ji daří také v jílovitých půdách bohatých na živiny, lze ji nejvíce nalézt na málo obdělávaných polích a loukách. Vyskytuje se také na úhorech, okrajích polních cest a mezích, jakož i na železničních náspech.

## Význam
Chemicky se špatné hubí, neboť je celá krytá voskovým povlakem. Ve Střední Evropě se jako plevel mezi kulturními rostlinami vyskytuje jen zřídka, hlavně na polích nedostatečně vláčených. Při zkrmování obilí s příměsi většího množství semen hořinky východní dochází k otravě zvířat.

## Ohrožení
Hořinka východní je podle "Černého a červeného seznamu cévnatých rostlin ČR" zařazena mezi kriticky ohrožené druhy flory v ČR.